# タミー・テレル
タミー・テレル（英語: Tammi Terrell, 本名：タミー・モンゴメリー, 1945年4月29日 - 1970年3月16日）はアメリカ合衆国のアフロアメリカンの女性歌手。モータウン所属期の、マーヴィン・ゲイとのデュエットで知られる。
10代でデビュー後いくつかのレコード会社で録音を残すが、1965年にモータウンと契約。1967年マーヴィン・ゲイのデュエット・パートナーとしてヒットを何曲もリリースした。しかし、同1967年10月に脳腫瘍が原因で倒れ、8回目の手術後1970年3月16日、24歳で死去した。

## 生涯
タミーは1945年、フィラデルフィアでトーマス・モンゴメリーとジェニー・モンゴメリーの間に産まれた。父トーマスは床屋の経営者、母ジェニーは女優であった。
両親は男の子が生まれると思っていたため父親の名前をつける予定であったが、女の子だったためトーマシナ（Thomasina）と名付けられた。彼女はトミーという愛称で呼ばれたが、12歳の時に映画「タミーと独身者」（Tammy and the Bachelor）とそのテーマ曲「タミー」からタミーと改称する。
タミーはその頃より偏頭痛に悩まされていた。当時は特に気にされることはなかったが、後にこれが脳腫瘍の兆候だったのではないかと家族は考えた。
1960年、タミーはセプター・レコーズのサブ・レーベル、ワンドと契約し、タミー・モンゴメリー（Tammy Montgomery）名義でデビューした。
1961年と1962年に「イフ・ユー・シー・ビル」（If You See Bill） と「ヴォイス・オブ・エクスペリエンス」（Voice of Experience）の２枚のシングル及びデモ・レコーディングを残した後レーベルを離れ、ジェームス・ブラウン・レヴューのバックアップ・シンガーとして契約。ジェームス・ブラウンのトライ・ミー・レコーズで1963年、「アイ・クライド」（I Cried）をリリース。ビルボード・ホット100で99位と初のチャート入りを果たす。しかし、ブラウンのレビューに所属していた時期にバイオレンスがあり、タミーはブラウンの元を去った。
その後チェッカー・レコーズと契約するものの成功は得られず、音楽業界から半ば引退しペンシルヴァニア大学の医大予科に進学、２年間在学した。在学中ジェリー・バトラーにナイトクラブでのショーで共に歌うように要請され、学業との並行を約束された上でツアーに参加。1965年4月のデトロイトでのツアー公演後にモータウン社長ベリー・ゴーディにスカウトされ、彼女の20歳の誕生日にモータウンと契約した。
ゴーディはタミー・モンゴメリー（Tammy Montgomery）という名が長過ぎると思い、タミー・テレル（Tammi Terrell）と改名することを提案、受け入れられた。
タミーは1965年に「アイ・キャント・ビリーヴ・ユー・ラヴ・ミー」（I Can’t Believe You Love Me）、翌1966年に「カモン・アンド・シー・ミー」（Come On And See Me）をリリース。共にR＆Bチャートでトップ40に入った。その他スティーヴィー・ワンダーやアイズレー・ブラザーズの楽曲もレコーディング。
最初のシングル・リリース後モータウン・レヴューに加わり、テンプテーションズの前座としてツアーを巡る。ツアー中にテンプテーションズのリード・ヴォーカリスト、デイヴィッド・ラフィンと恋仲になり結婚を申し込まれた。だが、タミーはデイヴィッドが妻帯者で、その上デトロイトに別の愛人もいることを知ってしまう。ラフィンのバイオレンスもあって、タミーは彼と別れることになってしまった。
1967年早々に、タミーはモータウンによりマーヴィン・ゲイのデュエット・パートナーに選ばれる。マーヴィンは過去にメリー・ウェルズ、キム・ウェストンとのデュエットをリリースしていた。
マーヴィンはタミーと共にレコーディングするまで、彼女がどの程度の実力か知らなかった。最初のレコーディングはアシュフォード＆シンプソン作の「エイント・ノー・マウンテン・ハイ・イナフ」（Ain’t No Mountain High Enough）で、二人の歌は別々に録られ、デュエットのようにミックスされた。
この曲はビルボード・ホット100の19位、R＆Bチャートの3位を記録。タミーは一躍スターの仲間入りを果たした。次作「ユア・プレシャス・ラヴ」（Your Precious Love）も同様にビルボード5位、R＆Bチャート2位のヒットとなった。1967年夏には彼らの最初の３枚のシングルも含まれたアルバム「ユナイテッド」（United）がリリースされ、R＆Bアルバム・チャート7位を記録。
元来ステージ恐怖症であったマーヴィンであるが、タミーに触発され共にライヴ・パフォーマンスをするようにもなった。

タミーはスターとしての地位を確立する一方、幼少期からの頭痛が継続的に発症するようになっていった。彼女は痛みを訴えたが、周囲は充分に活動できると思っていた。しかし1967年10月14日、ヴァージニア州のハンプデン・シドニー大学での公演中タミーは倒れてしまう。マーヴィンに支えられステージを降りたタミーだが、後に医者はタミーの脳の右側に悪性腫瘍を発見する。
最初の手術後、タミーはマーヴィンとのデュエットで「エイント・ナッシング・ライク・ザ・リアル・シング」（Ain’t Nothing Like The Real Thing）「ユーアー・オール・アイ・ニード・トゥ・ゲット・バイ」（You’re All I Need To Get By）をレコーディング。両作ともR＆Bチャート１位の大ヒットとなった。1968年8月には両作を収めたアルバム「ユーアー・オール・アイ・ニード」（You’re All I Need）がリリースされ、ヒットした。
しかしタミーの楽観視に反し病状は悪化、更なる手術が必要となる。病気が原因で1969年までに彼女はステージでの演奏活動から引退することとなった。
1969年1月には最初で最後のソロ・アルバム「イレジスティブル」（Irresistible）が発表されたが、タミーの病状では新しい録音が出来なかったため、このアルバムは1965年から1968年に録られた音源で構成されている。1969年9月にはマーヴィンとのデュエット３作目、「イージー」（Easy）がリリースされるが、後年マーヴィンは本作の新録にはタミーが参加していないと公表している。タミーの代わりを作曲兼プロデュース・チーム、アシュフォード＆シンプソンのヴァレリー・シンプソンが歌っているとし、ベリー・ゴーディがタミーの病気で商売したと言っている。
ヴァレリー・シンプソンはマーヴィンの批判部分を否定した上で、マーヴィンの歌入れ時にタミーの代役をしたことは認め、後にタミーの歌に差し替えたと主張。真相は不明である。（但し僅かではあるが数曲はタミーの過去のソロ音源にマーヴィンが歌を重ねているため、アルバムすべてが疑わしい訳ではない。）
1969年の終わり、マーヴィンのアポロ・シアター公演にタミーは車椅子で訪れた。タミーを見つけたマーヴィンはタミーの元に駆けつけ、共に「ユーアー・オール・アイ・ニード・トゥ・ゲット・バイ」を歌う。これがタミーにとって最後のパフォーマンスとなった。
1970年早々にはタミーは車椅子に固定され、視力と髪を失った。体重は42kgまで落ちた。1月21日、８回目の手術後タミーは昏睡状態に落ち入り、3月16日、脳腫瘍による合併症で死去した。25歳の誕生日まであとひと月ほどであった。
タミーの葬儀はフィラデルフィアのジェーンズ・メソジスト教会で行われた。タミーの婚約者によると、タミーの母は怒りからモータウン関係者の参列を一切させなかったが、唯一、マーヴィン・ゲイのみが許された。マーヴィンは「ユーアー・オール・アイ・ニード・トゥ・ゲット・バイ」が流れる中、追悼の言葉を述べた。
マーヴィンの伝記作者数人は、マーヴィンはタミーの死を完全に乗り越えることは無く、それが彼の鬱病と薬物乱用を招いた、と語っている。また彼の1971年の傑作「ホワッツ・ゴーイン・オン」（What’s Going On）もタミーの死に対する反応のひとつとしている。

## ディスコグラフィ

### アルバム
- 1967：United　（マーヴィン・ゲイとのデュエット）
- 1968：You're All I Need　（マーヴィン・ゲイとのデュエット）
- 1969：Irresistible　（ソロ）
- 1969：Easy　（マーヴィン・ゲイとのデュエット）＊タミーの関与は不明

### シングル
タミー・モンゴメリー（Tammy Montgomery）名義
- 1961：If You See Bill (Scepter)
- 1962：Voice of Experience (Wand)
- 1963：I Cried (Try Me)
- 1964：If I Would Marry You (Checker)

タミー・テレル（Tammi Terrell）名義　＊すべてMotown
- 1965：I Can't Believe You Love Me
- 1966：Come On And See Me
- 1967：Ain't No Mountain High Enough　（マーヴィン・ゲイとのデュエット）
- 1967：Your Precious Love　（マーヴィン・ゲイとのデュエット）
- 1967：What A Good Man He Is
- 1967：If I Could Build My Whole World Around You　（マーヴィン・ゲイとのデュエット）
- 1968：Ain't Nothing Like The Real Thing　（マーヴィン・ゲイとのデュエット）
- 1968：You're All I Need To Get By　（マーヴィン・ゲイとのデュエット）
- 1968：Keep On Lovin' Me Honey　（マーヴィン・ゲイとのデュエット）
- 1968：This Old Heart Of Mine (Is Weak For You)
- 1969：Good Lovin' Ain't Easy To Come By　（マーヴィン・ゲイとのデュエット）＊タミーの関与は不明
- 1969：What You Gave Me　（マーヴィン・ゲイとのデュエット）＊タミーの関与は不明
- 1969：The Onion Song　（マーヴィン・ゲイとのデュエット）＊タミーの関与は不明